# Diphucephala crebra
Diphucephala crebra är en skalbaggsart som beskrevs av Blackburn 1906. Diphucephala crebra ingår i släktet Diphucephala och familjen Melolonthidae. Inga underarter finns listade i Catalogue of Life.